# عشق أباد (خراسان الرضوية)
عشق أباد (بالفارسية: عشق‌آباد) هي مدينة تقع في إيران في مقاطعة ميان جلغة. يقدر عدد سكانها بـ 1,325 نسمة .